# Borysów
Borysów (biał. Барысаў, Barysaŭ; ros. Борисов, Borisow) – miasto w centralnej części Białorusi, w obwodzie mińskim, nad rzeką Berezyną, siedziba administracyjna rejonu borysowskiego. W 2020 liczba mieszkańców wynosiła 140,7 tys.

## Dane ogólne
Miasto jest ważnym ośrodkiem przemysłowym i kulturalnym. W mieście istnieje przemysł drzewny, elektrotechniczny (BATE – właściciel klubu piłki nożnej BATE Borysów), mechaniczny (Borisowskij Zawod Agregatow – producent turbosprężarek, sprężarek, pomp), chemiczny (tworzywa sztuczne, wyroby gumowe, farmaceutyki), szklarski (fabryka szkła kryształowego), wytwórnia pianin „Białoruś” oraz port rzeczny.

## Historia

### Pierwsze wzmianki, panowanie Litwy i Rzeczypospolitej

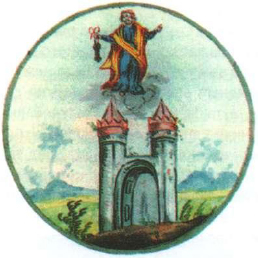
Herb Borysowa z 1792 r.

Borysów wzmiankowany był w 1102 r. Od 1228 r. położony w księstwie kijowskim, a od końca XIII wieku należał do Wielkiego Księstwa Litewskiego. W 1500 roku podczas wojny z Moskwą na zamku w Borysowie rezydował książę Aleksander Jagiellończyk. W czasie kolejnej wojny z Moskwą, w 1514 roku król Polski Zygmunt I Stary przeprowadził w Borysowie przegląd wojsk przygotowywanych na wyprawę na Moskwę.
W 1563 r. król Zygmunt II August nadał miejscowości prawo miejskie magdeburskie. Od 1563 r. starostwo. Na wyspie rzeki Berezyny znajdował się zamek obronny. W 1642 roku starosta borysowski Adam Kazanowski ufundował przy ul. Mińskiej drewniany kościół katolicki. W czasie IV wojny z Moskwą w 1655 roku zajęty przez wojska moskiewskie i w 1660 roku nieskutecznie przez dwa miesiące był oblegany przez hetmana Stefana Czarnieckiego. Po podpisaniu rozejmu Borysów wrócił do Rzeczypospolitej. W końcu XVII wieku znajdował się w nim, otoczony wałami ziemnymi z dworem wojewody połockiego i podgrodziem, drewniany kościół pw. NMP. Powstała też cerkiew Zmartwychwstania Chrystusa z klasztorem. U schyłku I Rzeczypospolitej w Borysowie stacjonowały 2 Pułk Przedniej Straży Buławy Wielkiej Litewskiej i 4 Pułk Litewski Przedniej Straży.

### Pod zaborami i XX wiek

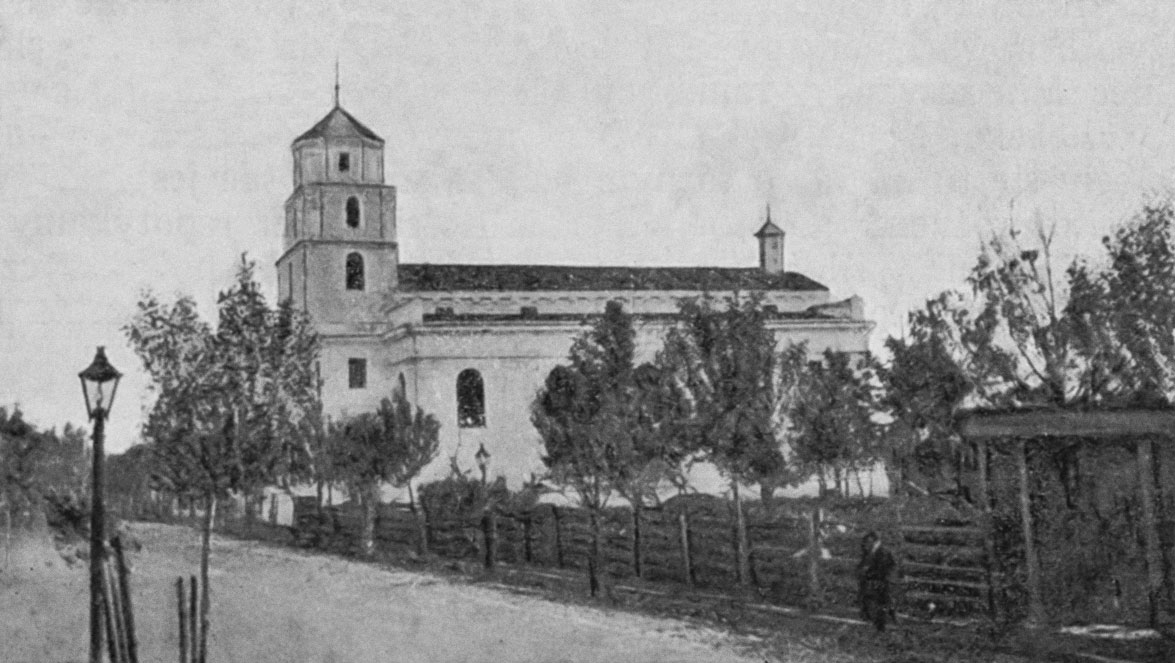
Kościół Narodzenia NMP ok. 1909

Wskutek II rozbioru Polski w 1793 r. włączony do Imperium Rosyjskiego. W 1806 roku ksiądz proboszcz Onufry Gzowski rozpoczął budowę kościoła, który ukończony został w 1823 roku. W dniach 21–22 listopada 1812 miała tu miejsce bitwa pod Borysowem pomiędzy cofającymi się spod Moskwy wojskami Napoleona Bonaparte a wojskami rosyjskimi. Po stronie francuskiej 17 Dywizja Jana Henryka Dąbrowskiego broniła mostu nad Berezyną, który został jednak zniszczony przez Rosjan. W efekcie w dniach  26–29 listopada w pobliżu Borysowa doszło do kolejnej bitwy francusko rosyjskiej, znanej jako bitwa nad Berezyną.
Pod koniec XIX wieku w mieście były tylko 3 murowane budynki i 3 brukowane ulice. W 1909 roku, w czasie wyborów samorządowych, do rady miejskiej zostało wybranych 10 Rosjan, 1 Żyd, 5 przedstawicieli innych narodowości i ani jednego Polaka.
Po I wojnie światowej w latach 1919–1920 pod kontrolą Polski, przynależał administracyjnie do okręgu mińskiego Zarządu Cywilnego Ziem Wschodnich, po czym znalazł się we władaniu bolszewików.
Według historyków na terenie Borysowskiej Baterii – ziemnych umocnień z 1812 r., sowieckie organy bezpieczeństwa rozstrzelały w latach 20. i 30. XX w. od 1 do 2 tysięcy osób.
W 1991 r. miasto znalazło się w granicach niepodległej Białorusi.

## Populacja
- 1795 – 1600 osób
- 1887 – 17 737 osób[5]
- 1907 – 18 055 osób[6]
- 1959 – 59 300 osób
- 1969 – 77 000 osób
- 1970 – 84 000 osób
- 1991 – 150 200 osób[7]
- 1996 – 156 000 osób
- 1997 – 159 300 osób
- 2005 – 146 639 osób[8]
- 2006 – 146 677 osób[8]
- 2007 – 147 031 osób[8]
- 2008 – 147 529 osób[8]
- 2009 – 147 200 osób[9]
- 2013 – 145 659 osób[8]
- 2015 – 144 945 osób[10]
- 2020 – 140 700 osób[1]

## Zabytki
- Kościół katolicki pw. Narodzenia Najświętszej Maryi Panny z lat 1806–1823. W 1836 roku zburzono fasadę z kolumnadą i w jej miejscu zbudowano wieżę.
- Ruiny zamku
- Cmentarz Kalwaria
- Kaplica katolicka na Kalwarii z XVIII w. (zburzona)
- Kapliczka na cmentarzu katolickim z XIX w.
- Budynek dawnego skarbca z 1807 r.
- Hale targowe z 1908 r.
- Synagoga Wielka z 1912 r.
- Sobór Zmartwychwstania Pańskiego w stylu bizantyńsko-rosyjskim z 1874 r., z dzwonnicą z 1907 r.
- Fortyfikacje ziemne z 1812 roku („Borysowska Bateria”)
- Schrony bojowe z lat 1941–1944
- Molenna staroobrzędowców pw. Opieki Matki Bożej (dawna cerkiew św. Andrzeja) z XVIII w.[11]

## Sport

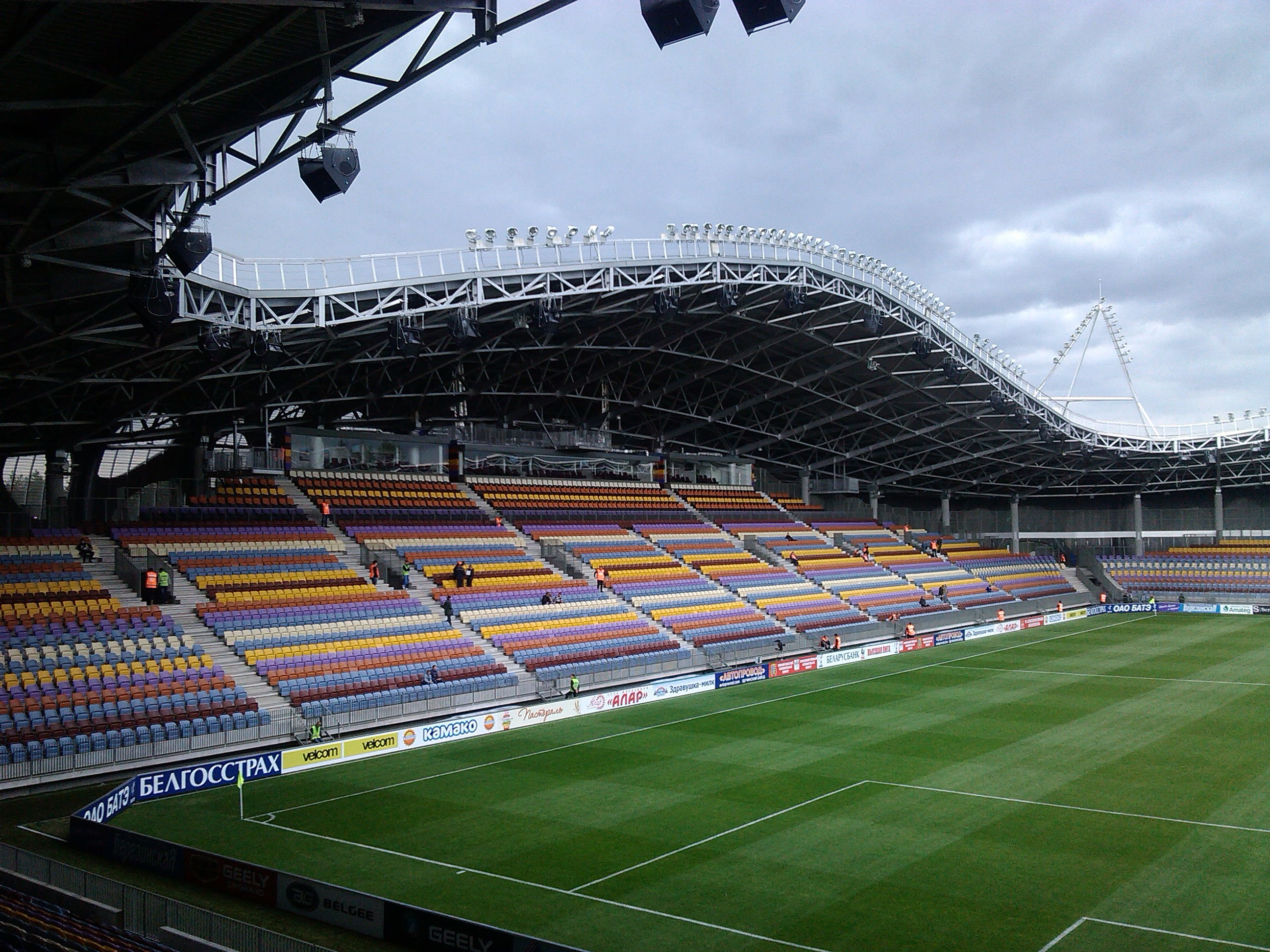
Stadion Barysau-Arena

## Miasta partnerskie
- Gagarin
- Krzemieńczuk
- Małojarosławiec
- Mytiszczi
- Narwa
- Nogińsk
- Pawłowo
- Pazardżik
- Podolsk
- Valmiera

## Galeria

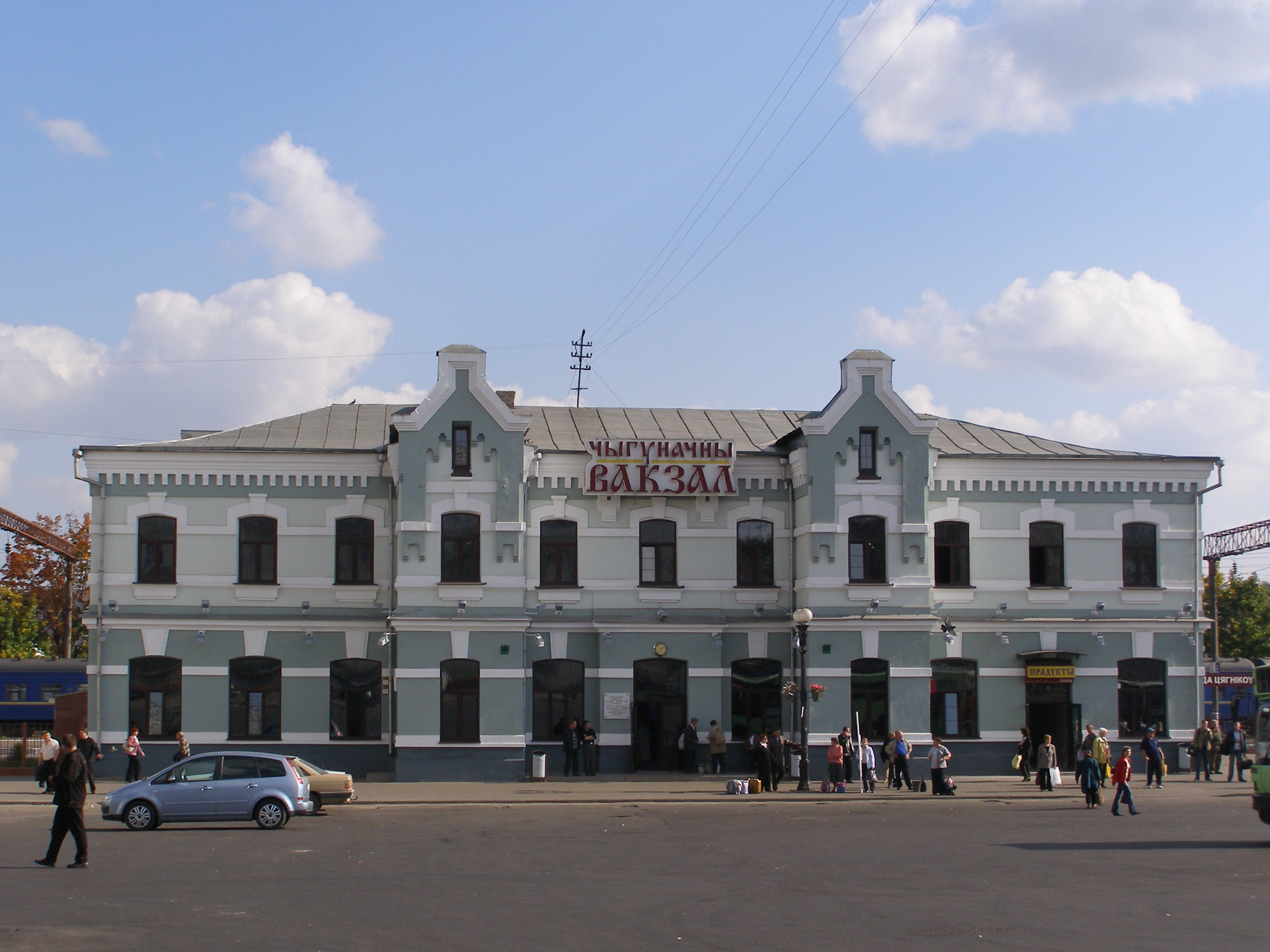
Stacja kolejowa
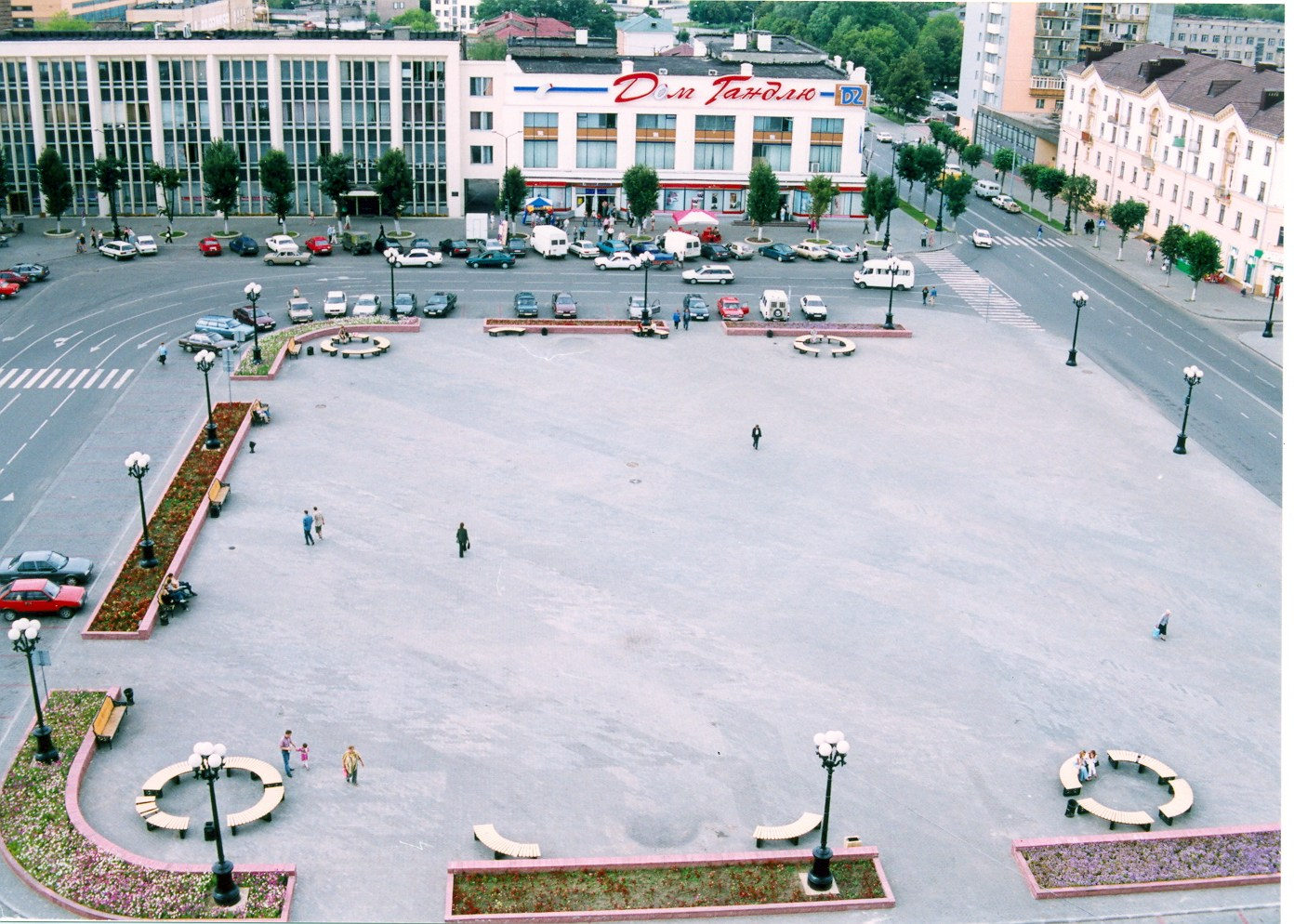
Plac Centralny
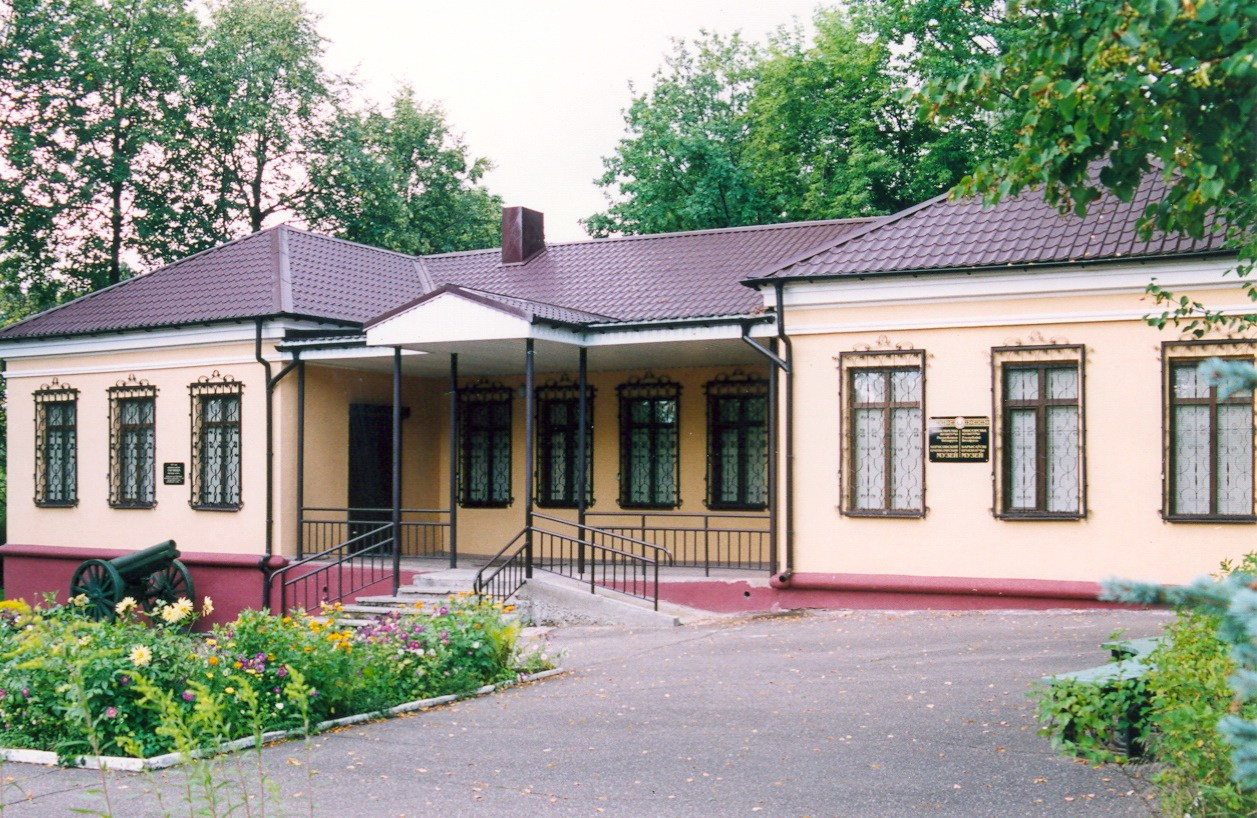
Muzeum Krajoznawcze
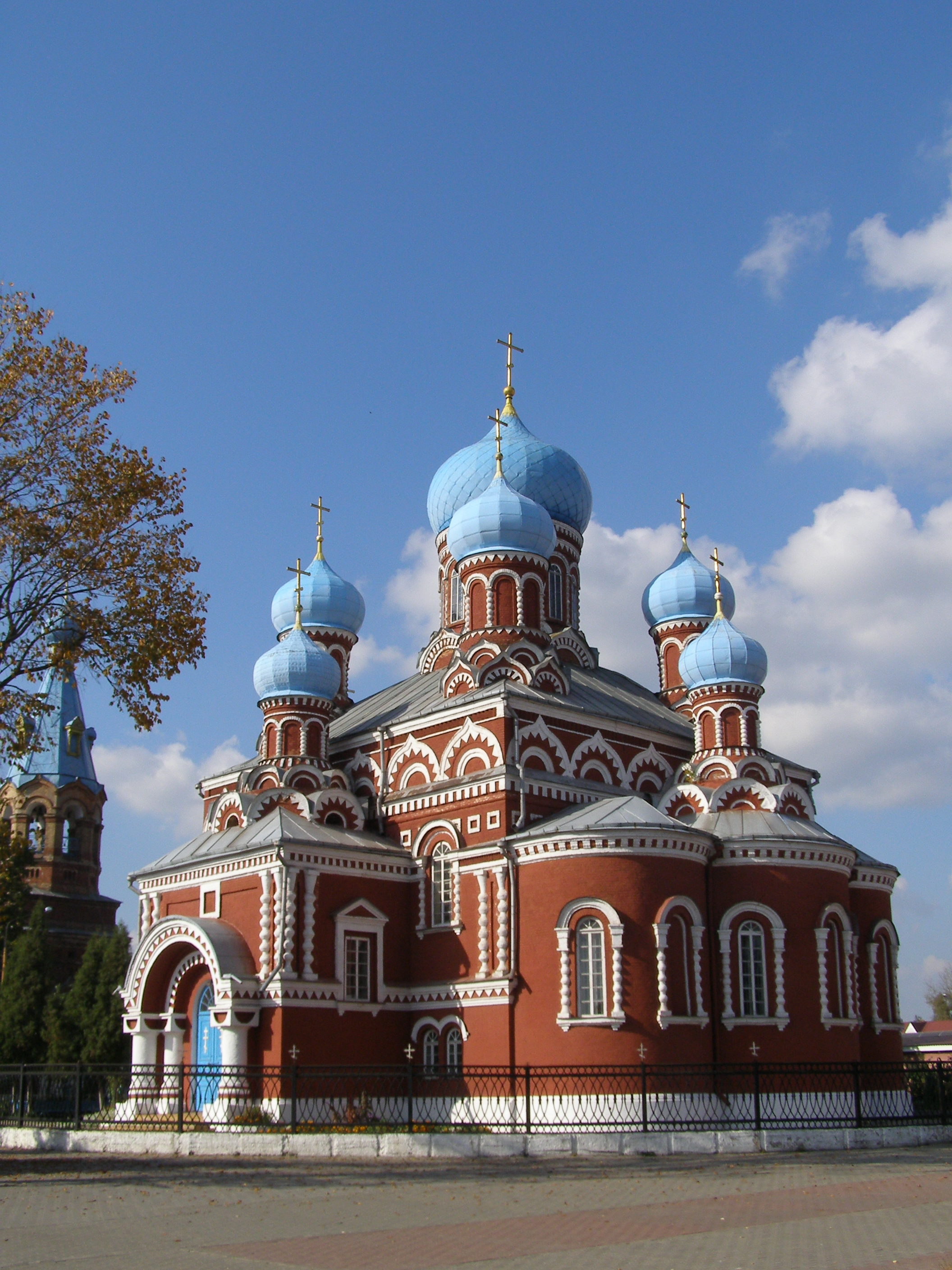
Sobór Zmartwychwstania Pańskiego w Borysowie, 1874
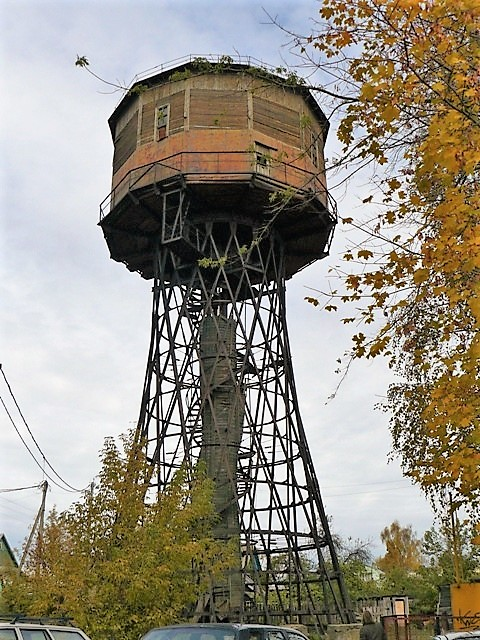
Wieża Szuchowa, 1927